# Magnetofon

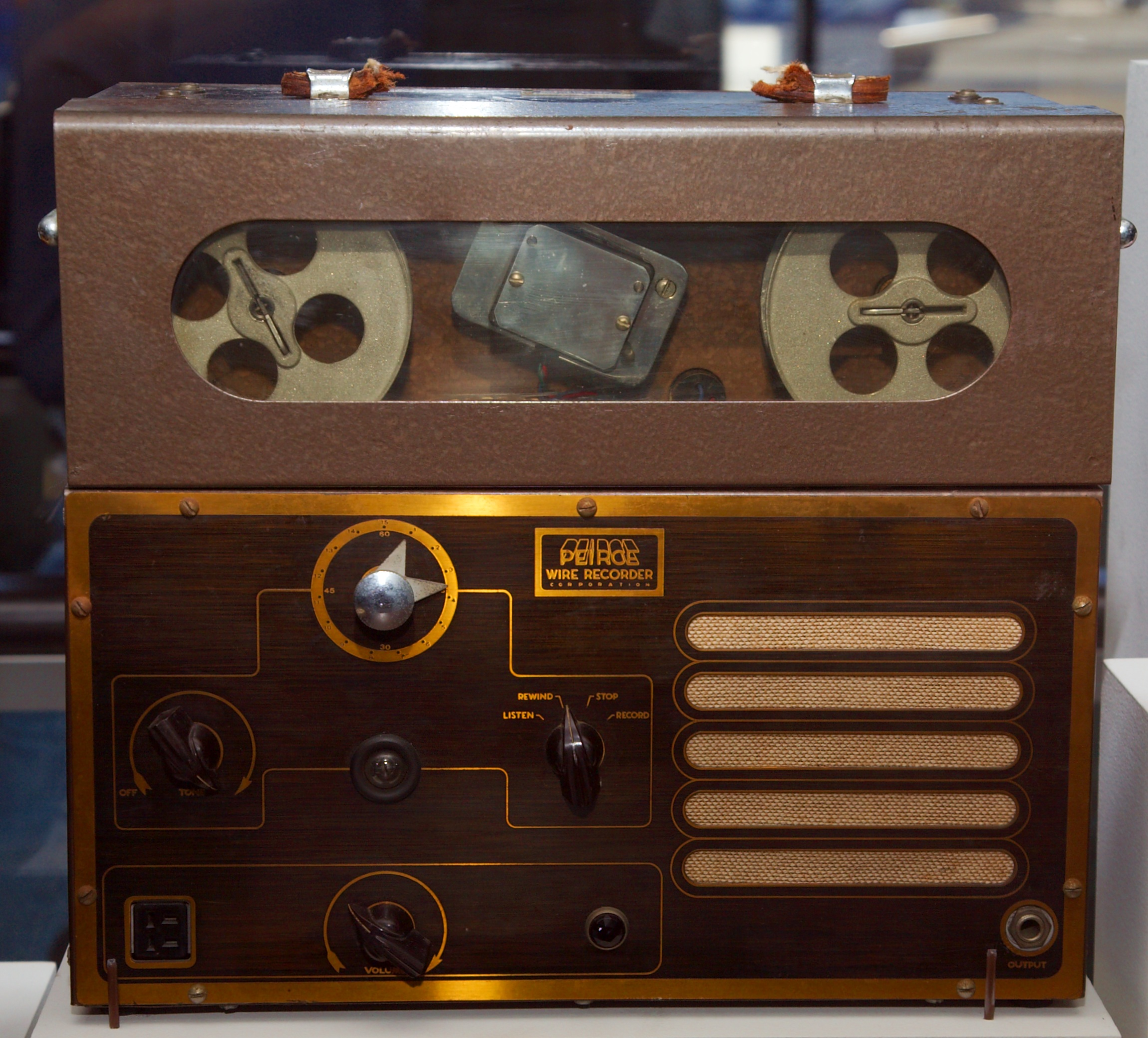
Drátofon Pierce (USA, 1949)

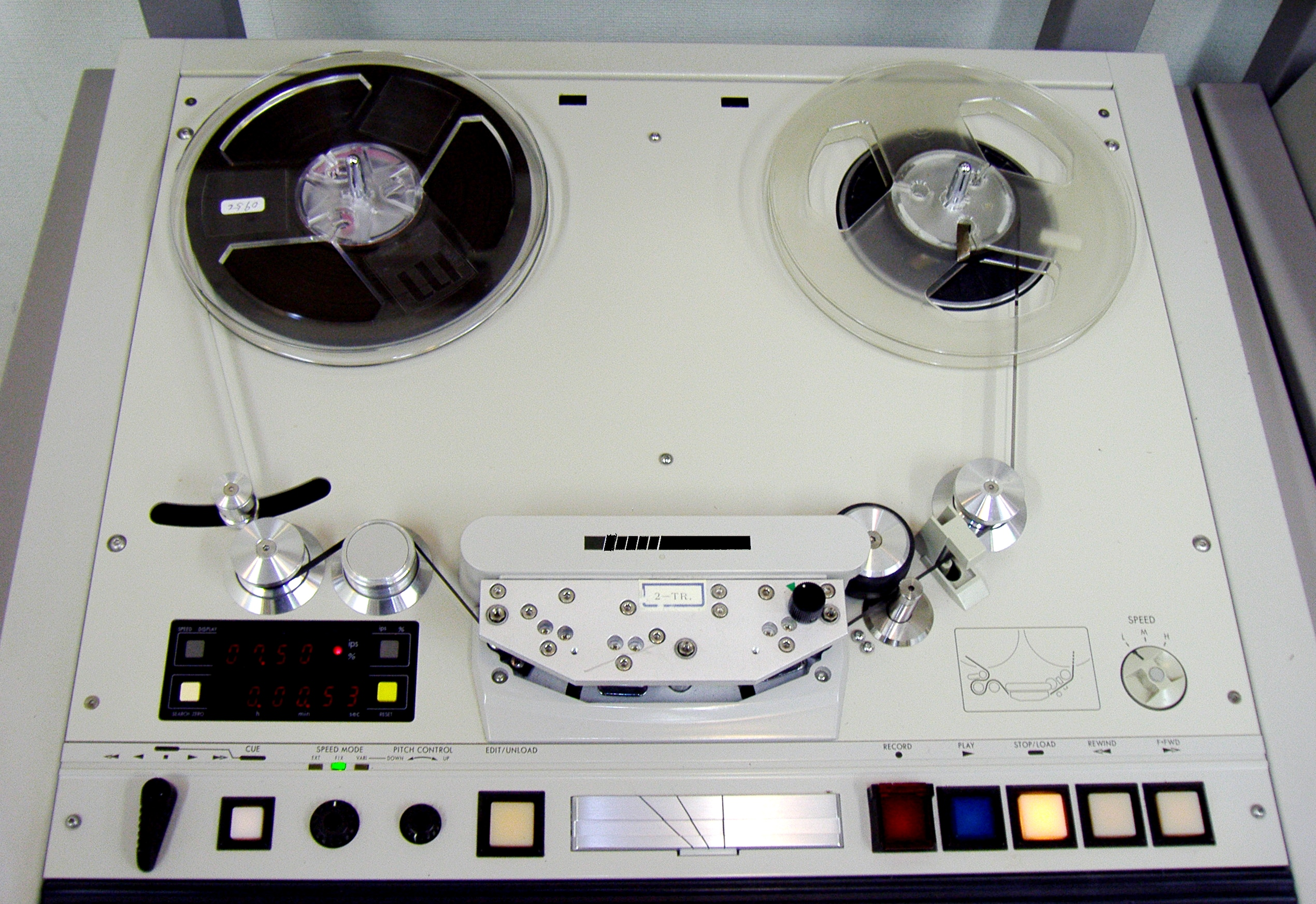
Kotoučový (cívkový) magnetofon

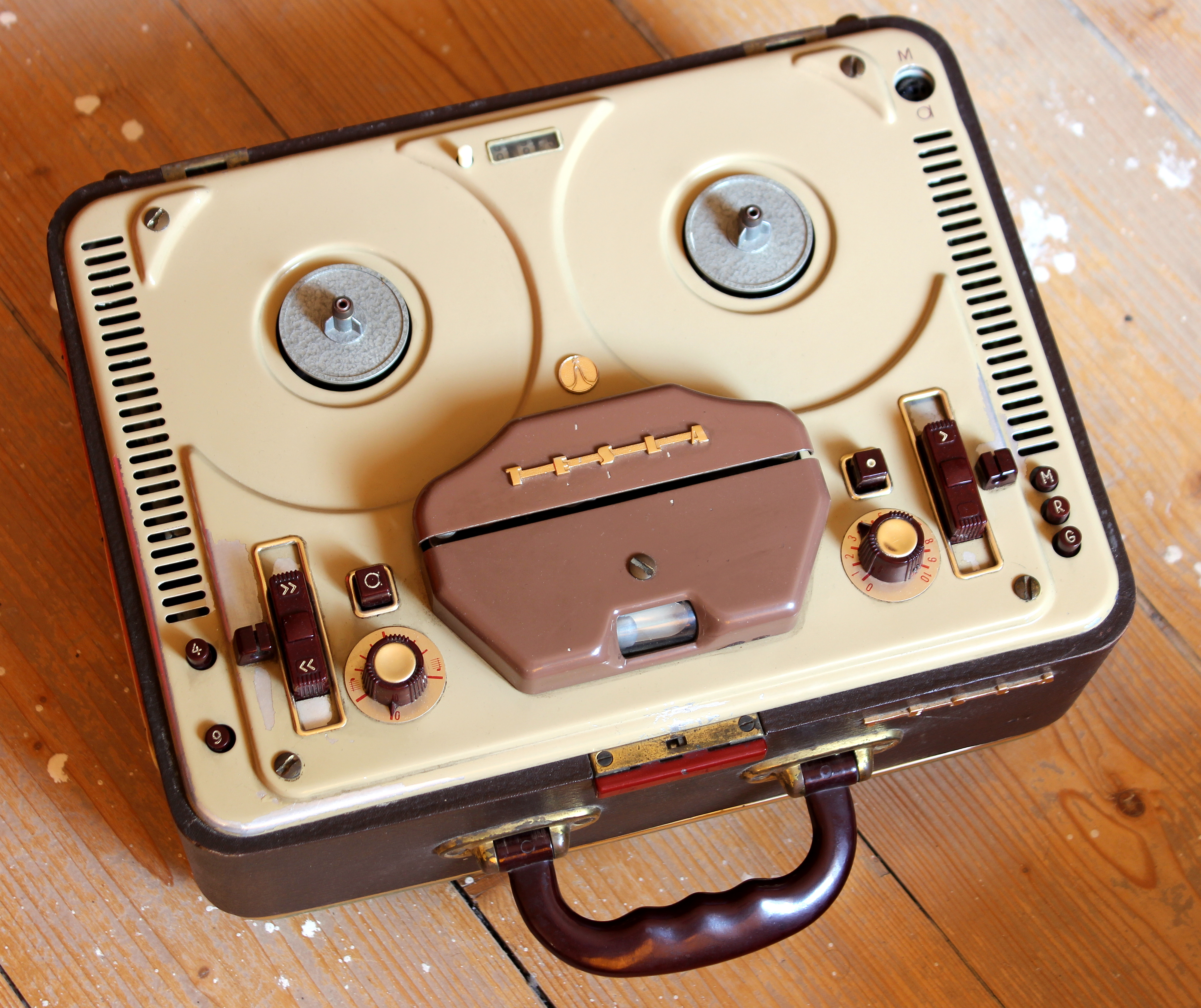
Jeden z nejznámějších československých kotoučových magnetofonů Tesla Sonet Duo

Magnetofon (v obecné češtině „magneťák“, „magič“; kotoučový (cívkový) magnetofon „kotoučák“; kazetový magnetofon „kazeťák“) je elektro-mechanický přístroj, který zachycuje informace na podlouhlý pás zmagnetovatelného materiálu, obvykle na speciální magnetofonové pásky. Nejčastěji je používán k záznamu a reprodukci zvuku, ale existují i tzv. měřicí magnetofony určené k záznamu a reprodukci analogových veličin, případně digitální magnetofony určené k záznamu a čtení digitálních dat.
První magnetofon byl představen již v roce 1899 dánským inženýrem Valdemarem Poulsenem. Záznam byl prováděn na kovový drát, v češtině se těmto magnetofonům říká drátofon.
Později byly vyvinuty speciální magnetické pásky. První prakticky použitelný páskový magnetofon firmy AEG (Magnetofon K1), byl předveden v Německu v roce 1935. Cívkové magnetofony se postupně staly výbavou nahrávacích studií i domácností. V 70. letech 20. století byly cívkové magnetofony vytlačeny ze sektoru spotřební elektroniky magnetofony kazetovými. V současné době je záznam na magnetický pásek vytlačován záznamy na CD, DVD a digitální paměťové moduly.

## Typy magnetofonů
V oblasti spotřební elektroniky se vyvinuly dva základní typy běžných výrobků:
- kotoučový (cívkový) magnetofon – max. výstupní napětí je 755 mV – 2 V, min. výstupní impedance je 1–47 kΩ
- kazetový magnetofon – max. výstupní napětí je 100–500 mV, min. výstupní impedance je 1–47 kΩ

Obě varianty byly vyráběny ve stolním i přenosném provedení.

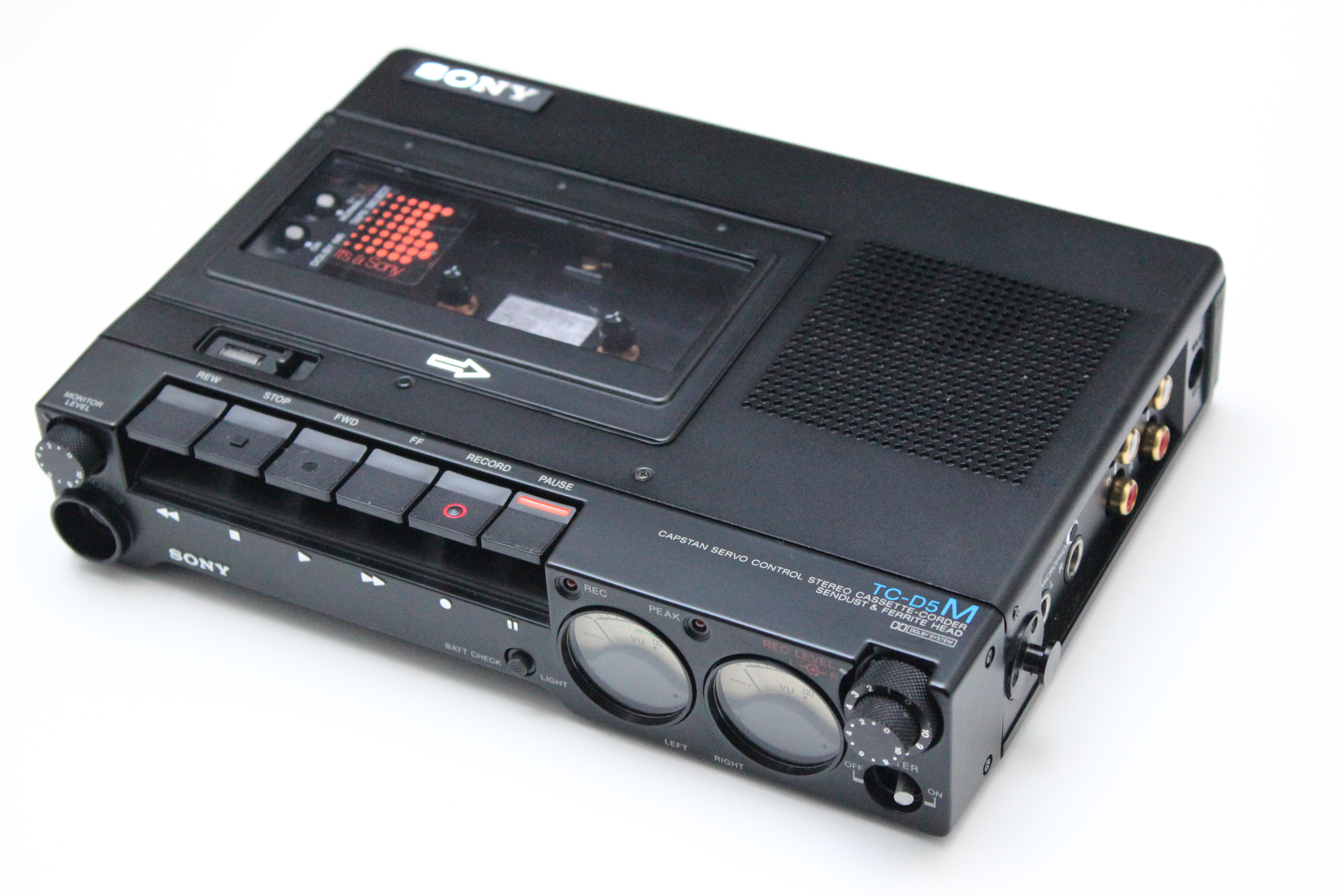
Kazetový magnetofon Sony TC-D5M

| cm/s  | in/s  | Použití                                                                 |
| ----- | ----- | ----------------------------------------------------------------------- |
| 1,2   | 15/32 | Některé diktafony                                                       |
| 2,4   | 15/16 | Diktafony                                                               |
| 4,75  | 17⁄8  | Standardní rychlost pro kazety, nejnižší rychlost cívkových magnetofonů |
| 9,5   | 3⁄4   | Základní rychlost domácích cívkových magnetofonů                        |
| 19,05 | 71⁄2  | Vyšší rychlost domácích cívkových magnetofonů                           |
| 38,1  | 15    | Poloprofesionální a profesionální magnetofony                           |
| 76,2  | 30    | Profesionální použití                                                   |

## Užití
Kotoučové (cívkové) magnetofony se rozšířily během 50. a 60. let 20. století[zdroj?]. Postupně se zvyšoval počet záznamových stop z původní jedné na dvě stopy a poté na čtyři stopy pro standardní šířku pásku 6,3 mm. Studiové přístroje využívající širší pásek – až 2 palce – mohly mít až 32 stop, případně se využívaly dva magnetofony současně s přesnou synchronizací pro vícenásobný playback, nahrávání hlasů a nástrojů do jednotlivých stop apod. Velké cívkové magnetofony v Hi-Fi provedení se svými parametry částečně blížily profesionálním magnetofonům používaným v běžném rozhlasovém či televizním vysílání[zdroj?]. Cívkové magnetofony se kromě nahrávacích studií používaly také jako přenosná záznamová zařízení v rozhlasovém a televizním vysílání (tzv. reportážní magnetofony). Československý rozhlas začal magnetofon používat roku 1938.
Magnetofony dále sloužily při natáčení zvuku k filmům, užívaly se k natáčení „živé“ nahrávky koncertů a divadelních představení, k natáčení řečnických projevů aj.
Běžně se magnetofony používaly při speciální odposlechové činnosti v armádě, u policie a v praxi tajných služeb (techniky špionáže).
Zoologové, především ornitologové používali magnetofon k záznamu ptačího zpěvu či zvukových projevů jiných živočichů.
Dnes jsou starší klasické analogové techniky záznamu zvuku často nahrazovány novější technikou digitální.